# Dorsal Pacífic-Farallon
La dorsal Pacífic-Farallon és una dorsal oceànica extinta que existí entre la placa tectònica del Pacífic i la de Farallon a l'oceà Pacífic durant el període Terciari. La dorsal s'estenia en sentit nord i sud. Fa 60 milions d'anys aproximadament, és possible que s'estengués 10.000 km. Les restes de la dorsal Pacífic-Farallon inclouen la dorsal de l'Explorador, la de Gorda, la de Juan de Fuca i la del Pacífic Oriental.